# 桂木 (青森市)
桂木（かつらぎ）は青森県青森市の地名。一丁目、二丁目、三丁目、四丁目が置かれている。郵便番号030-0844。

## 地理
青森市中心市街地東南側に位置する。北から東にかけて浦町、南で緑、南西の道路上の一点で大野、西で旭町と接する。青い森セントラルパークの丁度南にあたる。県道120号と国道103号の間。基本的には住宅街ではあるが、商店が一部に点在する。

### 主な道路
- 国道103号 - 東の境界を通る。八甲田大橋を含む。八甲田大橋の側道部分は一般住宅が多い。その他の沿道は集合住宅と商店等が並ぶ。
- 青森県道120号荒川青森停車場線 - 西の境界線を通る。通称「中央大橋通り」。この地区には、青森中央大橋の側道が接している。その沿道は、集合住宅が目立ち、その間に一戸建て住宅も存在する。

## 歴史
昭和40年代まで水田が広がっていた地域であった。1977年（昭和52年）にサンロード青森が開店した頃から急速に都市化が進行した。
- 1996年（平成8年） - 青森市の奥野第一地区区画整理事業について、青森県知事から換地処分の公告が出されたのを受けて、町界・町名変更および地番整理が行われた。これに伴い、以下の町名が新たに設定された。
  - 桂木二丁目 - 浦町字橋本、浦町字奥野の各一部
  - 桂木三・四丁目 - 浦町字奥野の一部[3]
- 2000年（平成12年） - 大野・浪館地区の住居表示実施に伴い、現在の桂木一丁目に相当する区域で住所の変更が行われる。
  - 桂木一丁目 - 大野字北片岡、大野字片岡の各一部

## 施設
- 浦町変電所
- JR浦町変電所
- 東片岡町町会事務所
- 日本共産党青森県委員会・国会議員団事務所
- 奥野なかよし公園
- 奥野北公園
- 午砲台公園